# Nafissatou Thiam
Nafissatou Thiam (Brüsszel, 1994. augusztus 19. –) belga olimpiai, világ- és Európa-bajnok atléta, többpróbázó. A 2016-os riói, a 2021-ben megrendezett tokiói és a 2024-es párizsi olimpia bajnoka hétpróbában. Ő az első belga olimpikon, akinek sikerült megvédenie bajnoki címét.
2023 márciusában a fedett pályás Európa-bajnokságon elért 5055 pontjával új világcsúcsot állított fel ötpróbában.

## Élete
Nafissatou Thiam édesapja szenegáli, édesanyja belga. Miután édesapja visszatért Szenegálba, édesanyja nevelte fel Belgiumban.

## Pályafutása
2013 februárjában az ifjúsági atlétikai világbajnokságon elért 4558 pontjával megdöntötte az ötpróbázás junior világcsúcsát. A Nemzetközi Atlétikai Szövetség azonban egy hónappal később nem ismerte el az eredményt világcsúcsként, mivel a doppingvizsgálatot nem a verseny napján, hanem csak másnap végezték el. Márciusban részt vehetett élete első felnőtt fedett pályás Európa-bajnokságán, ahol hatodik helyen végzett ötpróbában.
A felnőttek között első érmét a 2014-es atlétikai Európa-bajnokságon nyerte, ahol harmadik helyezett lett. Egy évvel később a fedett pályás Európa bajnokságon Prágában ezüstérmes lett. Első aranyérmét a 2016-os rioi olimpián nyerte úgy, hogy a hét versenyszámból ötben egyéni csúcsot ért el. Így korábbi egyéni legjobb összesített eredményén is több mint 300 pontot javított, 6810 ponttal megnyerte az olimpiát.
2017 májusában újabb egyéni csúcsot ért el az ausztriai Götzisben rendezett Hypo-Meetingen, amelyet 7013 pontos eredménnyel nyert meg. Thiam a hétpróbázás történetében negyedik női versenyzőként sikerült a 7000 pontos határt áttörnie. Az augusztusi világbajnokságra így már favoritként érkezett, és megszerezte első világbajnoki címét. Ezzel ő lett az első belga, aki világbajnokságot tudott nyerni atlétikában.
2018-ban megnyerte az Európa-bajnokságot is, ezzel ő lett a harmadik olyan női hétpróbázó Carolina Klüft és Jessica Ennis-Hill után, akinek sikerült olimpiát, világbajnokságot és Európa-bajnokságot is nyernie.
A 2021-es tokiói olimpián sikeresen megvédte olimpiai címét. Ez ebben a számban korábban csak Jackie Joyner-Kerseenek sikerült, még 1992-ben.
2023 márciusában a fedett pályás Európa-bajnokságon elért 5055 pontjával új világcsúcsot állított fel ötpróbában, Natalija Dobrinszka 2012-ben felállított rekordját megdöntve.

## Egyéni legjobbjai
Szabadtér
| Táv           | Eredmény  | Pontszám | Helyszín                          | Időpont             |
| ------------- | --------- | -------- | --------------------------------- | ------------------- |
| 100 méter gát | 13,21 s   | 1093     | Eugene, Amerikai Egyesült Államok | 2022. július 17.    |
| Magasugrás    | 2,02 m    | 1264     | Talence, Franciaország            | 2019. június 22.    |
| Súlylökés     | 15,41 m   | 888      | Talence, Franciaország            | 2019. június 22.    |
| 200 méter     | 24,37 s   | 945      | Gaurain-Ramecroix, Belgium        | 2019. május 18.     |
| Távolugrás    | 6,86 m    | 1125     | Birmingham, Egyesült Királyság    | 2019. augusztus 18. |
| Gerelyhajítás | 59,32 m   | 1041     | Götzis, Ausztria                  | 2017. május 28.     |
| 800 méter     | 2:13,00   | 921      | Eugene, Amerikai Egyesült Államok | 2022. július 18.    |
| Hétpróba      | 7013 pont |          | Götzis, Ausztria                  | 2017. május 28.     |

Fedett pálya
| Táv          | Eredmény  | Pontszám | Helyszín               | Időpont          |
| ------------ | --------- | -------- | ---------------------- | ---------------- |
| 60 méter gát | 8,23 s    | 1077     | Belgrád, Szerbia       | 2017. március 3. |
| Magasugrás   | 1,96 m    | 1184     | Belgrád, Szerbia       | 2017. március 3. |
| Súlylökés    | 15,54 m   | 897      | Isztambul, Törökország | 2023. március 3. |
| Távolugrás   | 6,79 m    | 1102     | Liévin, Franciaország  | 2023. március 1. |
| 800 méter    | 2:13,60   | 913      | Isztambul, Törökország | 2023. március 3. |
| Ötpróba      | 5055 pont |          | Isztambul, Törökország | 2023. március 3. |